# Маммерсет
Маммерсет (англ. Mummerset) — вымышленное английское графство сельского типа, а также диалект, на котором, предположительно, говорили бы его жители. На маммерсете говорят в основном актёры, когда изображают стереотипный диалект западной Англии, не относящийся к какому-то конкретному графству.
Название «Маммерсет» представляет собой игру слов: оно составлено из слова mummer (ряженый) и названия самого известного сельского графства Англии — Сомерсета.
Маммерсет является собирательным акцентом, включая в себя многие особенности настоящих диалектов Уэст-Кантри. К таким особенностям относятся: ротичность, продвижение дифтонгов вперёд, удлинение гласных и озвончение согласных, которые являются глухими в других вариантах английского. Таким образом, /s/ превращается в /z/, а /f/ в /v/. Грамматика маммерсета также подвержена диалектным изменениям: вместо am, are и is во всех лицах используется be. Предложение «I haven’t seen him, that farmer, since Friday» на маммерсете может быть передано как «Oi ain’t zeen 'im that be varmer since Vroiday».

## В литературе
Эдгар, герой трагедии Уильяма Шекспира «Король Лир», произносит монолог на маммерсете перед схваткой с Освальдом в IV действии, 6 сцене:
Good gentleman, go your gait, and let poor volk pass. An ’chud ha’ bin

zwagger’d out of my life, ’t would not ha’bin zo long as ’tis by a vortnight. Nay, come not

near th’ old man; keep out, ’che vor ye, or Ise try whether your costard or my

ballow be the harder. ’Chill be plain with you.

Тот же отрывок в переводе Михаила Кузмина:
Иди, господин хороший, своей дорогой и не задерживай добрых людей. Если

бы меня бахвальством можно было из жизни выбросить, так это уже две недели

тому назад случилось бы. Ну, не приставай к старику! Брось, говорят тебе, а

то я на деле посмотрю, что крепче: моя дубинка или твоя башка. Говорю прямо.